# 韶关学院
韶关学院（英語：Shaoguan University），简称韶大，是位于中国广东省韶关市的一所公立全日制多科系本科高等院校。

## 历史沿革
韶关学院的前身是创办于1958年的韶关师范专科学校，1959年夏迁入仁化县城，1961年夏又迁到韶关市北郊良村。1962年停止招生，改办为韶关专区教师进修学校。
1965年在韶关专区教师进修学校的基础上复办韶关师专，1966年因文革而停止招生，1968年秋并入韶关地区五七干校。1970年改名为韶关地区师范学校，1978年复办韶关师范专科学校，1989年韶关师范专科学校与市属创立于1985年4月的韶关大学合并为专科层次的韶关大学。
2000年3月，经国家教育部批准，韶关大学与韶关教育学院合并成立本科层次的韶关学院。2004年，韶关学院批准为学士学位授予单位。2016年6月，广东省教育厅与韶关市人民政府支持共建韶关学院。2021年1月，韶关学院正式成为广东省属本科高校。

## 现状
韶关学院以全日制本科教育为主，目前，学校设有文学与传媒学院、外国语学院、商学院、英东生物与农业学院、英东食品学院、信息工程学院（软件学院）、智能工程学院、化学与土木工程学院、体育学院、数学与统计学院、政法学院、旅游与地理学院、美术与设计学院、音乐与舞蹈学院、继续教育学院、创新创业学院、教师教育学院（韶州师范分院）、医学院、省级中小学教室发展中心、马克思主义学院，教育学部等17个二级学院和教辅部门，设有74个专业。现有教职工1934人，其中正高职称108人、副高职称422人、博士154人、硕士728人。现有全日制本专科在校生2.97万人，成人教育在校生0.9万人。并为韩国等国培养留学生。

## 教學研究

### 学部及学系
| - 英东生物工程学院 - 食品科学与工程系 - 生物科学系 - 农业科学系 - 物理与机电工程学院 - 物理系 - 机电系 - 自动化系 - 电子系 - 汽车系 - 信息科学与工程学院（软件学院） - 软件工程 - 计算机科学与技术系 - 通信工程系 - 信息管理与信息系统系 - 经济管理学院 - 国际经贸系 - 会计学系 - 工商管理学系 - 数学与信息科学学院 - 数学系 - 应用数学系 - 信息科学系 - 化学与环境工程学院 - 化学系 - 环境工程系 - 旅游与地理学院 - 旅游系 - 地理系 | - 政治与公共事务管理学院 - 思想政治系 - 公共事业管理系 - 行政管理系 - 历史系 - 法学院 - 法学系 - 政法系 - 文学院 - 中文系 - 新闻系 - 外语学院 - 英语系 - 日语系 - 教育学院 - 教育学系 - 教育技术学系 - 心理学系 - 小学教育系 - 体育学院 - 体育系 - 社会体育系 - 美术学院 - 美术系 - 美术设计系 - 音乐学院 - 钢琴系 - 声乐系 | - 韶关学院医学院 - 基础医学部 - 药学系 - 临床医学系 - 中医系 - 护理系 - 韶州师范分院 - 语文教育系 - 数学教育系 - 英语教育系 - 学前教育系 - 音乐教育系 - 美术教育系 - 计算机教育系 - 会计教育系 |

### 研究中心、研究院、研究所
| - 客家学研究中心 - 分析测试研究中心 - 信息网络工程研究中心 - 汽车轴承联合研发中心 | - 自动化研究所 - 名车维修研究所 - 电子技术研究所 - 计算机研究所 - 汉语方言研究所 - 应用化学研究所 - 生物技术研究所 - 食品研究所 - 生物地球化学营养工程研究所 - 蔬菜研究所 - 动物疫病研究所 - 旅游文化研究所 - 教育技术研究所 - 教育科学与心理学研究所 - 体育教育科学研究所 - 体育科学研究所 - 绘画艺术研究所 - 岭南历史文化研究所 - 粤北社会经济研究所 - 粤北音乐研究所 - 粤北社会发展研究所 | - 古籍整理研究室 - 英汉语言文化对比研究室 - 数学研究室 - 政治学与行政学研究室 - 宗教学研究室 - 粤北文化研究室 - 粤北动物研究室 - 粤北经济研究室 - 邓小平理论研究室 |

### 其他教研单位
- 现代设计制作中心
- 机械CAD/CAM中心
- 政治理论教学部
- 公共体育部
- 律师事务所

## 校训
立志 崇德 勤学 创新

## 校园
韶关学院位于世界地质公园丹霞山所在地韶关市内，占地179.6公顷，校本部设在大塘校区。拥有“广东十大最美图书馆”之称的现代化、智能化的图书馆，馆藏纸质藏书269.39万册，电子图书159.2万种，中外文电子期刊12.97万余种，一站式信息搜索平台、计算机管理与服务系统、多媒体信息利用设备齐全。
黄田坝校區：
黄田坝为原来韶关学院继续教育学院，在2010年改为全日制学校，开始有大一新生入住。2010年在黄田坝校区的有经济管理学院、美术学院大一新生总共有800多人，其中经济管理学院有500多人，美术学院有300多人，大二这些学生将回到韶关学院本部大塘校区继续学习。在原有两个学院的基础上，2011年新增了文学院。

## 组织结构

### 校董事会
| - 历任校董事会名誉董事长 - 梁灵光 - 霍英东 - 石景宜 - 马万祺 - 卢道和 - 马甫 - 郑群 - 田家炳 - 邓安堂 - 汤维英 - 许学强 - 时述花 - 苏东霖 - 何铭思 - 高祀仁 - 黎灿 - 刘创 - 邓苏夏 | - 历任校董事会董事长 - 蔡森林 - 覃卫东 - 徐建华 | - 历任校董事会董事 |

### 校领导
| - 历任名誉校长 - 李国平 | - 历任校长 - 李凌冰 - 朱一樵 - 李子德 - 刘策 - 陈时良 - 李立人 - 黄志民 - 韦生 - 余伯禧 - 邓东皋 - 李天平 - 赖绍鑫 - 何思安 - 林立芳 - 魏中林 - 刘荣万 - 廖益 | - 历任校党委书记 - 巫培宇 - 胡国庆 - 张达辉 - 曾峥 - 邹永松 |

## 交通
- 大塘校区和韩家山校区：7 路、14路公共汽车
- 继续教育学院：8路、12路、13路公共汽车
- 医学院：4路、10路、13路、16路、20路、21路、29路公共汽车 | 3路、12路公共汽车经过临近车站
- 师范分院：1路、2路、11路、12路、15路、20路公共汽车经过临近车站